# アントワーヌ・コワズヴォ
アントワーヌ・コワズヴォ（Charles Antoine Coysevox 、1640年9月29日 – 1720年10月10日）はフランスの彫刻家である。ルイ14世の宮廷で働き、ヴェルサイユ宮殿やその庭園を装飾する彫刻を制作した。

## 生涯
リヨンで生まれた。当時スペイン領だったブルゴーニュのフランシュ＝コンテ出身の彫刻家の息子であり、17歳の時に最初の彫刻作品を制作していた。
1657年にパリに移り、ルイ・ルランベール(Louis Lerambert: 1620-1670)の工房に入り、工房のローマの大理石彫刻の複製を作ることによって修行した。1666年にルランベールの姪と結婚するが、1年後に妻は病死し、再婚するのは1679年になってからであった。1667年にストラスブールの司教、フュルステンベルク枢機卿のサヴェルヌの宮殿の彫像作成の注文を受けた。
サヴェルヌで4年間働いた後、パリに戻り、1676年に宮廷画家、シャルル・ルブランの胸像を入会申請作品として提出し王立絵画彫刻アカデミーの会員になった。シャルル・ルブランの指揮で、ヴェルサイユ宮殿や庭園の装飾をするために編成された美術家のチームの一員となり働き、1701年から1709年の間はマルリー宮殿を装飾する作品も制作した。
1678年には王立絵画彫刻アカデミーの教授の称号を得て、1702年にはアカデミーの校長になって、邸と年金を与えられるようになった。
王立絵画彫刻アカデミーでは甥のニコラ・クストゥー(Nicolas Coustou: 1659–1733)やギヨーム・クストゥー(Guillaume Coustou: 1677–1746)らを教えた。
肖像彫刻の評価が高く、多くの作品がルーブル美術館に収蔵されている。パリで没した。

## 作品

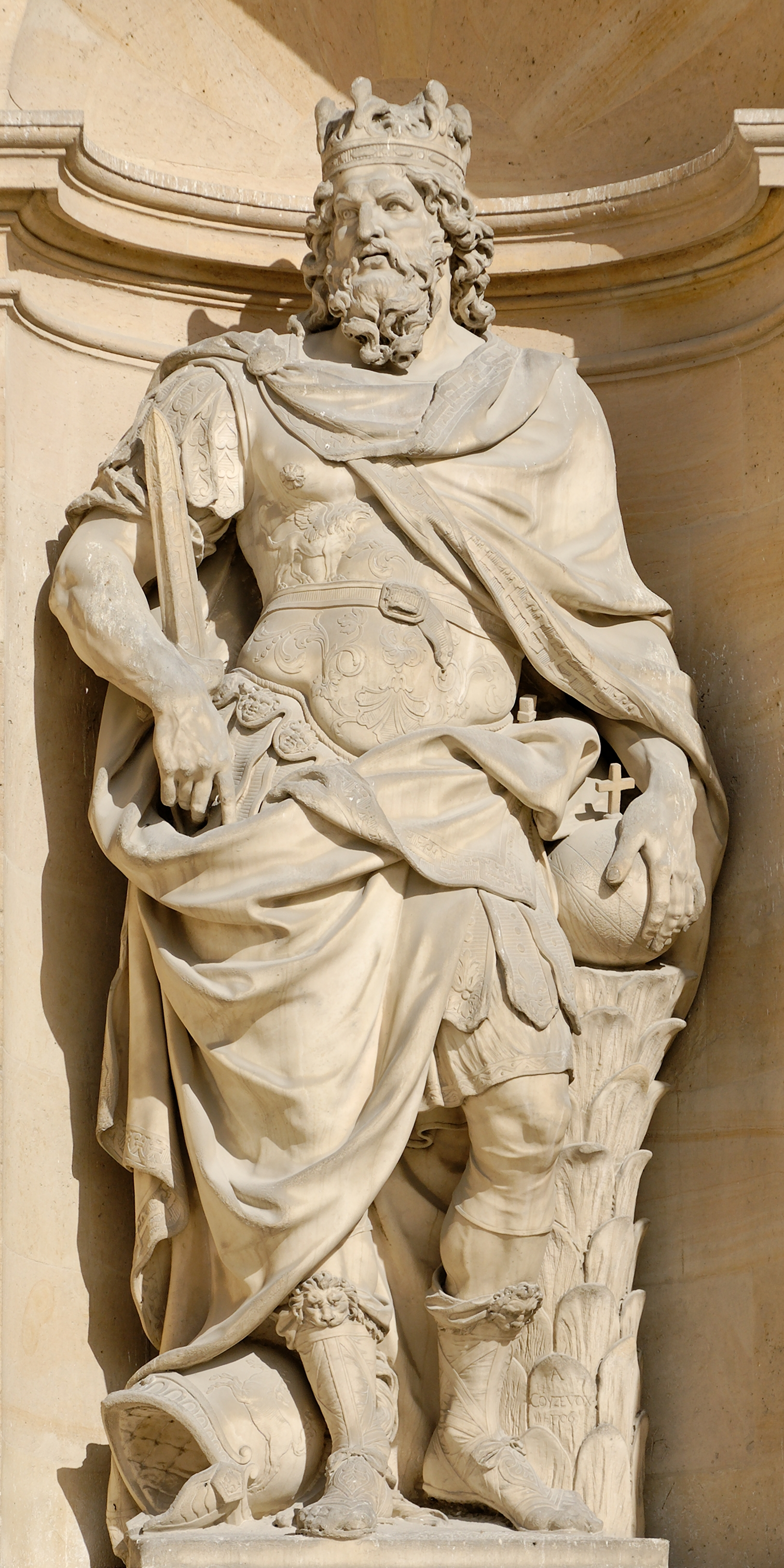
「カール大帝」 (1706) パリ、アンヴァリッドの装飾彫刻
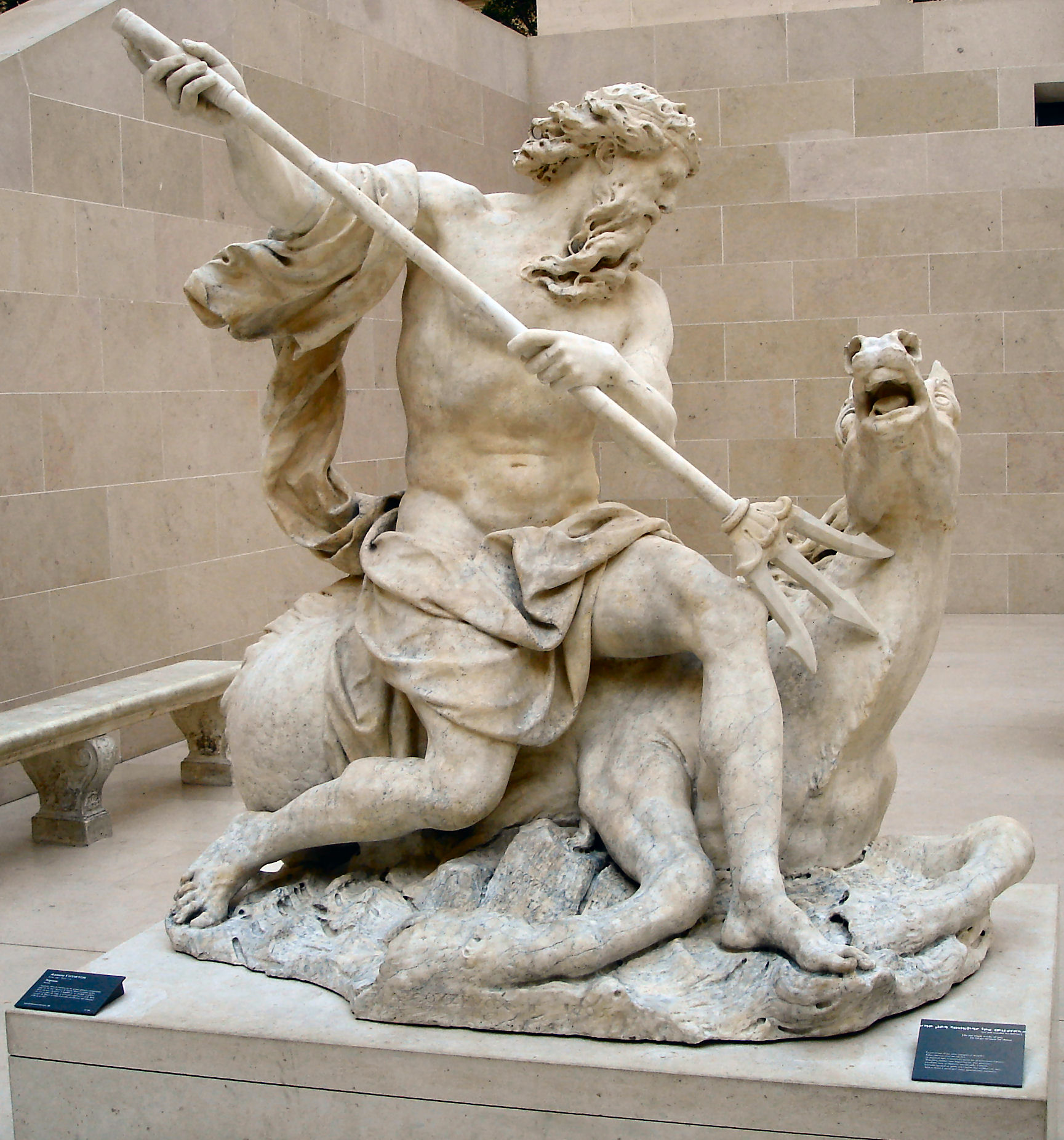
「ネプチューン」(1699-1705) ルーブル美術館
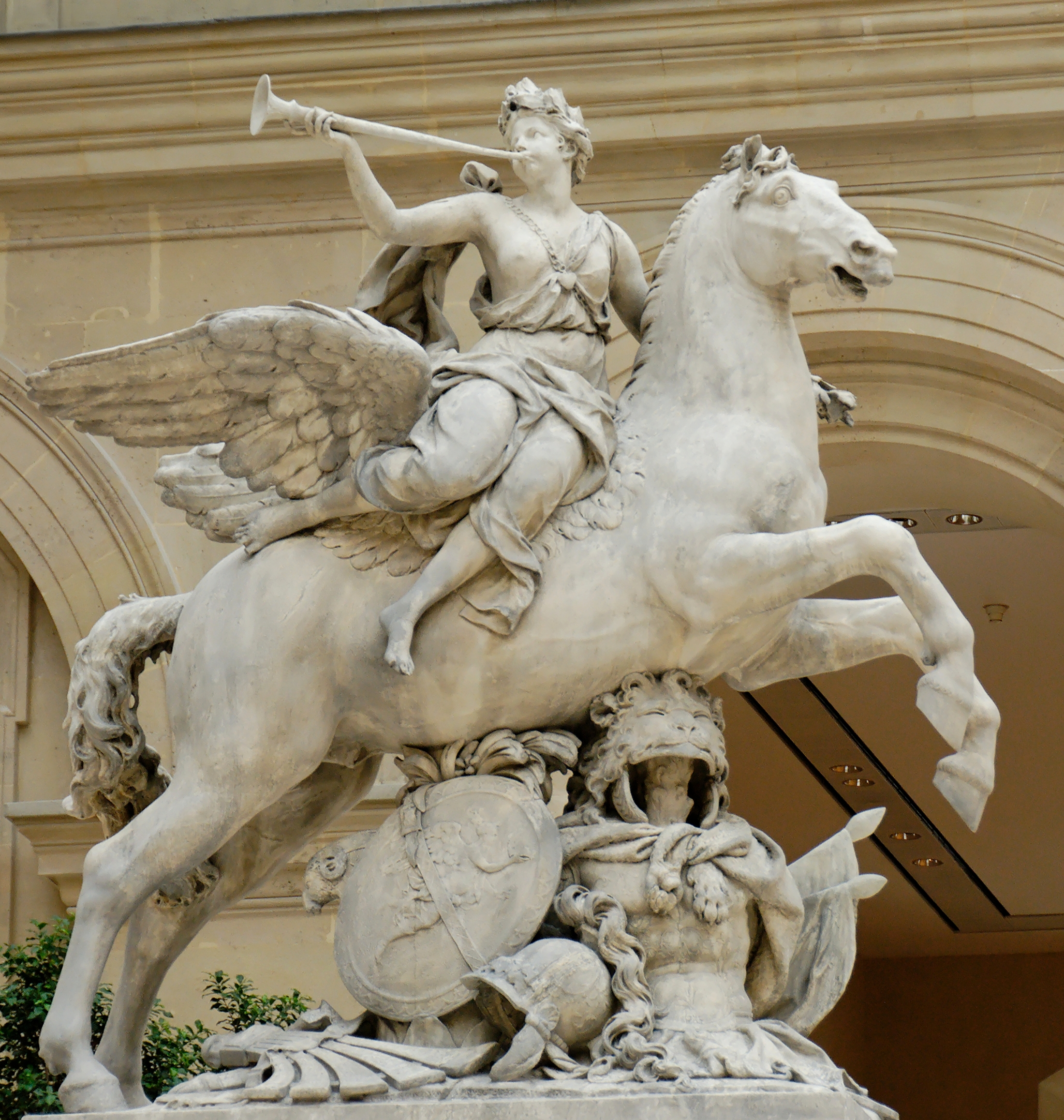
騎馬像 Fame of Louis XIV(1702) チュイルリー公園
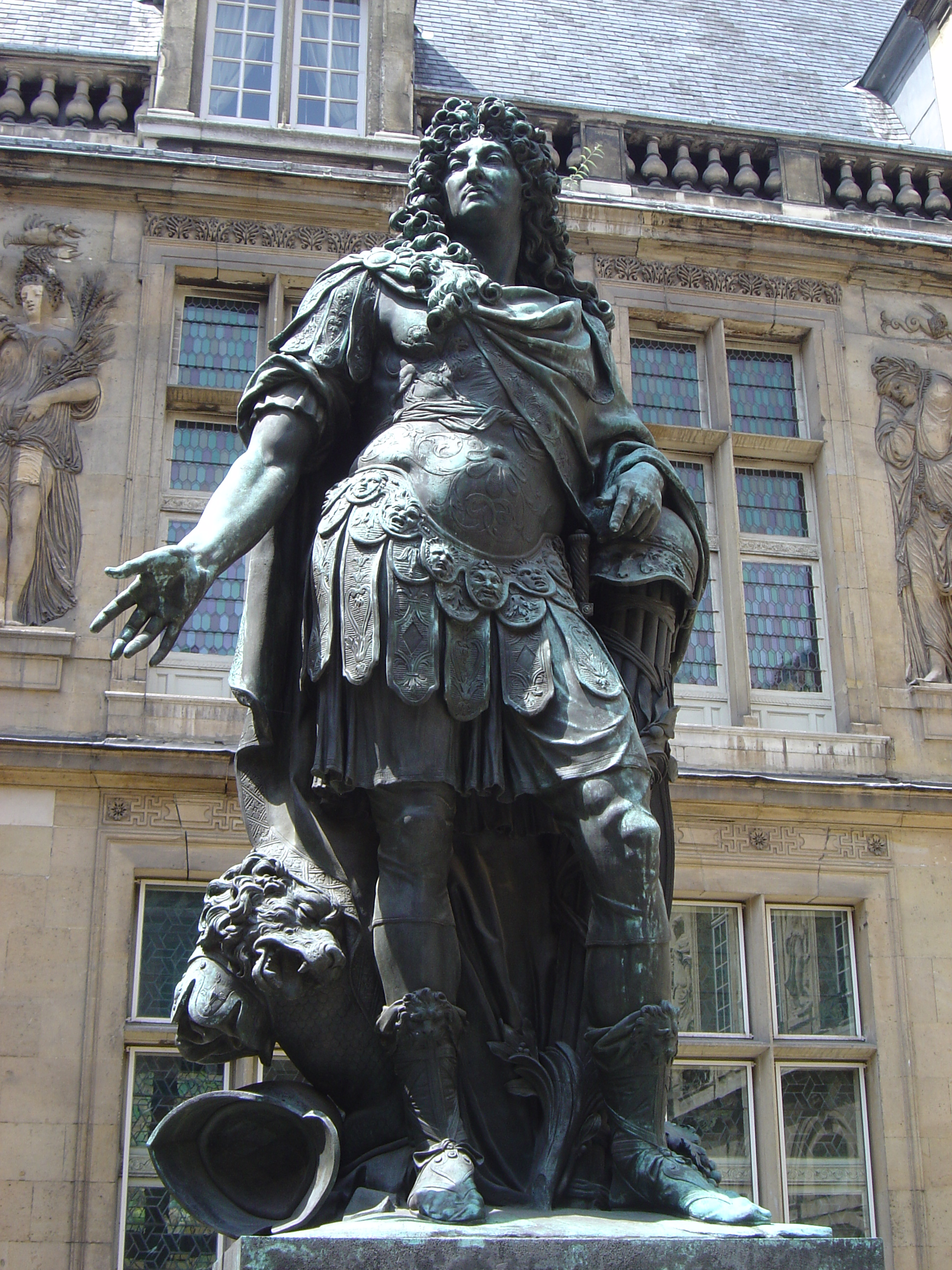
ルイ14世
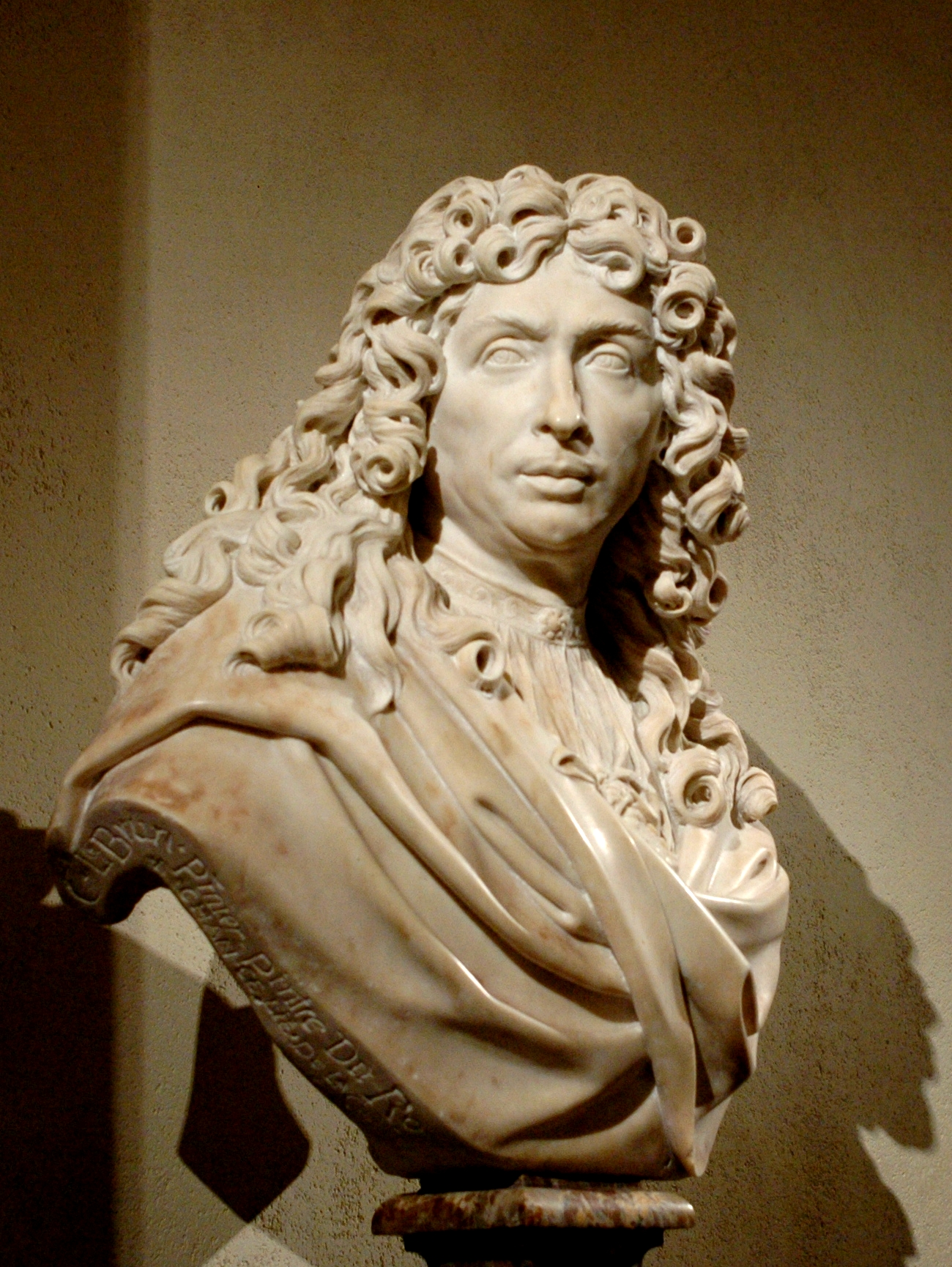
シャルル・ルブラン (1676) ルーブル美術館
ジャン＝バティスト・コルベール ルーブル美術館
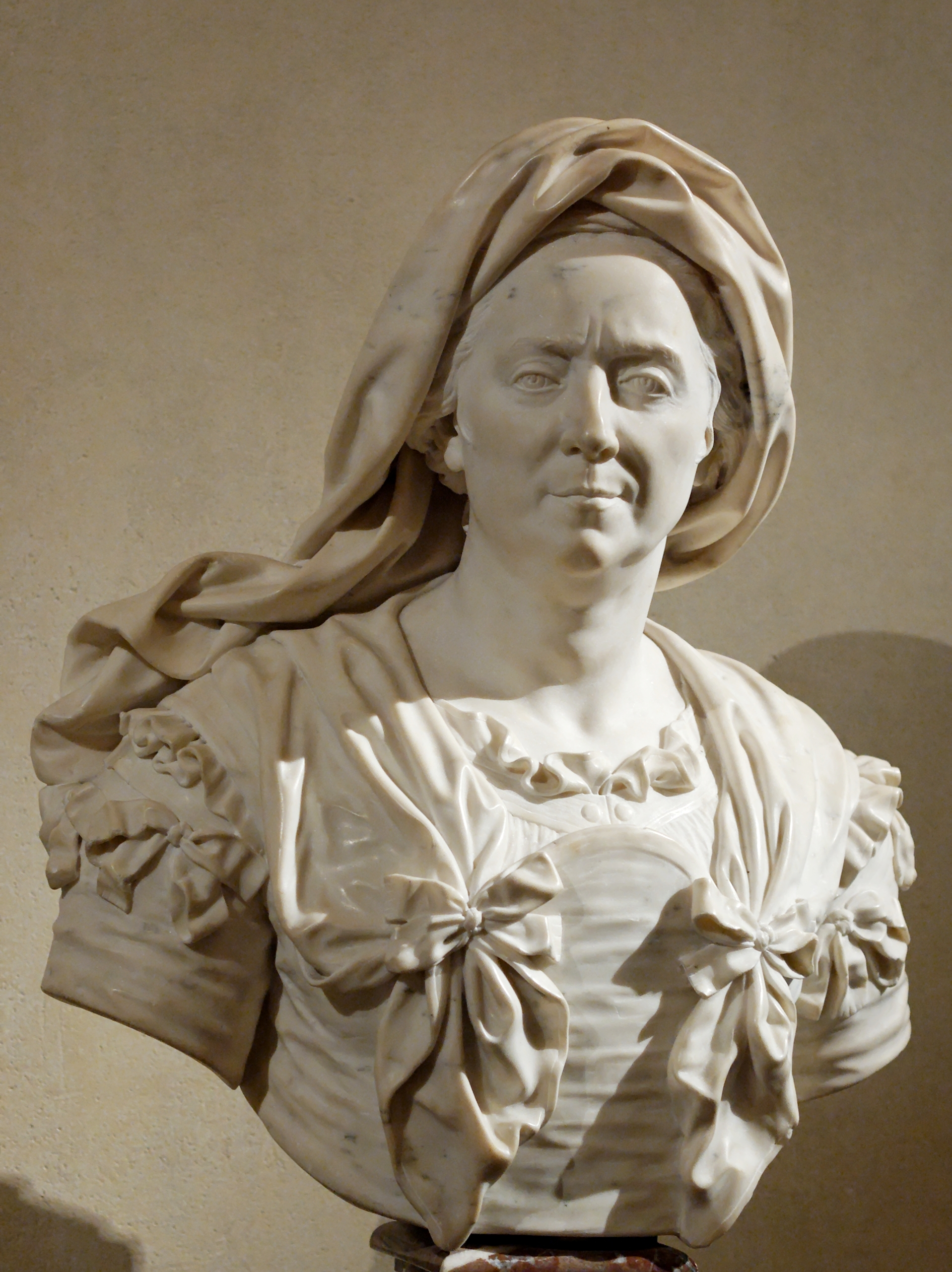
Marie Serre（画家イアサント・リゴーの母）(1706) ルーブル美術館
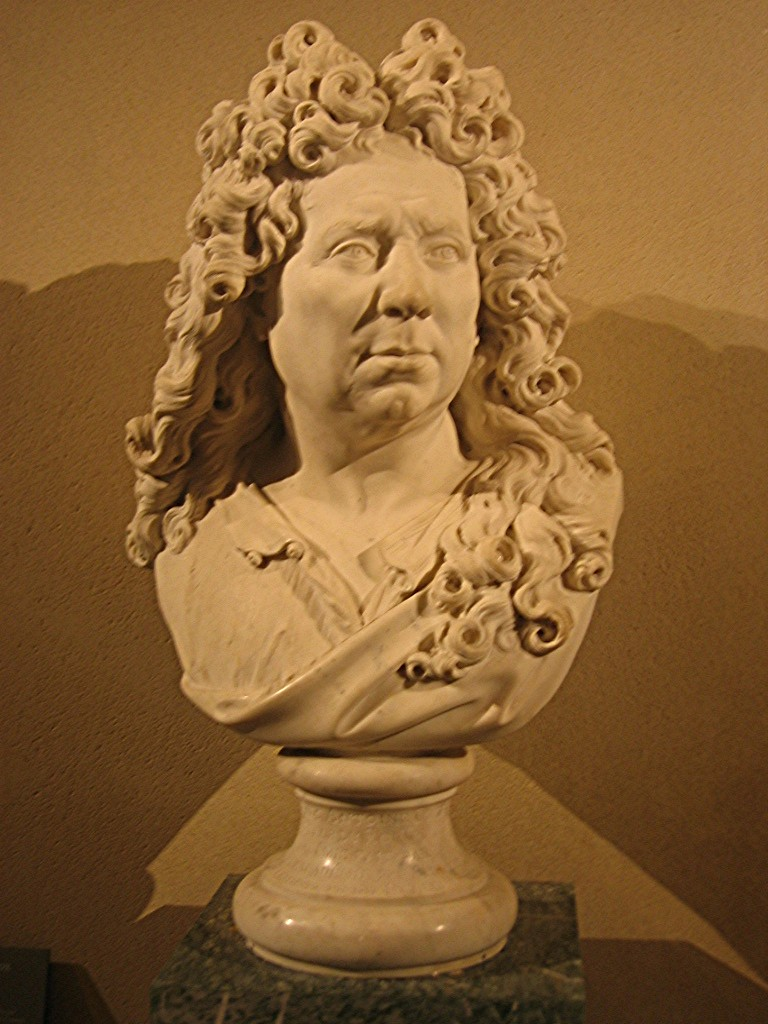
自分の胸像 ルーブル美術館